# Coupe d'Afrique-Équatoriale française de football
La Coupe d'Afrique-Équatoriale française était une compétition entre clubs de football des anciens territoires français d'Afrique Équatoriale. Cette région comprenait le Moyen-Congo (République du Congo aujourd'hui), l'Oubangui-Chari (Centrafrique), le Gabon, le Tchad. Une seule édition s'est déroulée lors des années 1958 et 1959, juste avant l'indépendance des pays des clubs participants.

## Participants connus
- Abeilles FC de Libreville (Gabon)
- Diables Noirs de Brazzaville (Moyen-Congo)
- AS Tempête Mocaf de Bangui (Oubangui-Chari)

## Résultats

### Demi-finales
| 1958 | Diables Noirs de Brazzaville | 6 - 2 | Abeilles FC |  |  |
|      |                              |       |             |  |  |

| 1958 | Abeilles FC | 1 - 7 | Diables Noirs de Brazzaville |  |  |
|      |             |       |                              |  |  |

### Finale
| 4 janvier 1959 | Diables Noirs de Brazzaville | 9 - 3 | AS Tempête Mocaf | Stade Félix Eboué , Brazzaville |  |
|                |                              |       |                  |                                 |  |